# Gemmaspora
Gemmaspora är ett släkte av svampar. Gemmaspora ingår i ordningen Verrucariales, klassen Eurotiomycetes, divisionen sporsäcksvampar och riket svampar.
|            | Verrucariaceae                         |
|            |                                        |
|            | Adelococcaceae                         |
|            |                                        |
| Gemmaspora | \| \| Gemmaspora lecanorae \| \| \| \| |
|            | \| \| Gemmaspora lecanorae \| \| \| \| |
|            | Pocsia                                 |
|            |                                        |
|            | Staurothele                            |
|            |                                        |
|            | Plurisperma                            |
|            |                                        |
|            | Gemmaspora lecanorae                   |
|            |                                        |

|  | Gemmaspora lecanorae |
|  |                      |